# Zita van Lucca
Zita van Lucca (Lucca, ca. 1212 of 1218 - aldaar, 27 april 1272) is een Italiaanse heilige.
Zita was bijna haar hele leven dienstmeid in de adellijke familie di Fatinelli. Ze gaf de helft van haar eten aan de armen, bracht veel tijd door in de kerk, maar als ze terugkwam was al het werk toch gedaan. Ze zou eens water in wijn hebben veranderd toen de wijn op was bij een feest. Volgens de legende gaf ze de mantel van de vrouw des huizes aan een arme, maar toen ze werd betrapt bracht een engel de mantel terug. Toen zij stierf in 1272, doofde, op precies hetzelfde tijdstip, een ster die boven de stad hing.
Zita van Lucca wordt voorgesteld als een dienstmeid, vaak met blote voeten omdat ze nooit schoenen had gedragen. Een van de meest voorkomende voorstellingen is dat ze bij een bron is en een bedelaar te drinken geeft. Aan haar voeten staat vaak een kruik. Een brood en een mantel, die soms ook over de bedelaar ligt. Zita is de patrones van dienstboden, dienstmaagden, bedienden, huishoudsters en loopjongens.
Zita's feestdag is 27 april. Ze werd door paus Innocentius XII in 1696 heilig verklaard.